# Кьонгі-Чунганг (лінія метро,Сеул)
Кьонгі-Чунганг (лінія метро, Сеул) (кор. 수도권 전철 경의·중앙선) — повністю інтегрована в систему Сеульського метрополітену приміська залізнична лінія у провінції Кьонгі, Південна Корея.

## Історія
У своєму сучасному вигляді лінія запрацювала 27 грудня 2014 року, коли була відкрита друга черга підземної з'єднувальної ділянки між двома лініями. До того часу лінії Кьонгі та Чунганг працювали як дві окремі лінії метро. Ділянка «Конгдок»-«Йонсан» була відкрита без проміжної станції «Парк Хьочханг», яка відкрилася у квітні 2016 року.

## Лінія
Лінію обслуговують два вида потягів, звичайні що зупиняються на кожній станції та потяги-експрес що зупиняються на вузлових станціях. Рухомий склад має
21 восьмивагонних потягів серії 321000 та 27 восьмивагонних серії 331000.

## Станції
Станції з заходу на схід. жирним виділені станції на яких зупиняються експрес-потяги.
| Кьонгі-Чунганг (основна лінія) |                      |                  |                      |                                                |                                 |                                 |                                                            |                |
| № станції                      | Назва українською    | Назва корейською | Назва англійською    | Розташування                                   | Пересадка                       | Пересадка                       | Тип                                                        | Дата відкриття |
| К335                           | «Мунсан»             | 문산             | «Munsan»             | Місто Пхаджу, провінція Кьонгі                 |                                 |                                 | Наземна з трьома острівними платформами                    | 1 липня 2009   |
| К334                           | «Пхаджу»             | 파주             | «Paju»               | Місто Пхаджу, провінція Кьонгі                 |                                 |                                 | Наземна з двома острівними платформами                     | 1 липня 2009   |
| К333                           | «Воллонг»            | 월롱             | «Wollong»            | Місто Пхаджу, провінція Кьонгі                 |                                 |                                 | Наземна з двома острівними платформами                     | 1 липня 2009   |
| К331                           | «Кимчхон»            | 금촌             | «Geumchon»           | Місто Пхаджу, провінція Кьонгі                 |                                 |                                 | Наземна з двома острівними платформами                     | 1 липня 2009   |
| К330                           | «Кимнинг»            | 금릉             | «Geumneung»          | Місто Пхаджу, провінція Кьонгі                 |                                 |                                 | Наземна з береговими платформами                           | 1 липня 2009   |
| К329                           | «Унчонг»             | 운정             | «Unjeong»            | Місто Пхаджу, провінція Кьонгі                 |                                 |                                 | Наземна з двома острівними платформами                     | 1 липня 2009   |
| К328                           | «Яданг»              | 야당             | «Yadang»             | Місто Пхаджу, провінція Кьонгі                 |                                 |                                 | Наземна з береговими платформами                           | 31 жовтня 2015 |
| К327                           | «Танхьон»            | 탄현             | «Tanhyeon»           | Район Ільсансо, місто Коян, провінція Кьонгі   |                                 |                                 | Наземна з береговими платформами                           | 1 липня 2009   |
| К326                           | «Ільсан»             | 일산             | «Ilsan»              | Район Ільсансо, місто Коян, провінція Кьонгі   |                                 |                                 | Наземна з трьома острівними платформами (діє одна)         | 1 липня 2009   |
| К325                           | «Пхунгсан»           | 풍산             | «Pungsan»            | Район Ільсандонг, місто Коян, провінція Кьонгі |                                 |                                 | Наземна з береговими платформами                           | 1 липня 2009   |
| К324                           | «Пекма»              | 백마             | «Baengma»            | Район Ільсандонг, місто Коян, провінція Кьонгі |                                 |                                 | Наземна з двома острівними платформами                     | 1 липня 2009   |
| К323                           | «Коксан»             | 곡산             | «Goksan»             | Район Ільсандонг, місто Коян, провінція Кьонгі |                                 |                                 | Наземна з береговими платформами                           | 1 липня 2009   |
| К322                           | «Дегок»              | 대곡             | «Daegok»             | Район Докянг, місто Коян, провінція Кьонгі     | Третя лінія                     | Третя лінія                     | Наземна з двома острівними платформами                     | 1 липня 2009   |
| К321                           | «Нингкок»            | 능곡             | «Neunggok»           | Район Докянг, місто Коян, провінція Кьонгі     |                                 |                                 | Наземна з чотирма острівними платформами (діють дві)       | 1 липня 2009   |
| К320                           | «Хенгсін»            | 행신             | «Haengsin»           | Район Докянг, місто Коян, провінція Кьонгі     |                                 |                                 | Наземна з двома острівними платформами                     | 1 липня 2009   |
| К319                           | «Кангме»             | 강매             | «Gangmae»            | Район Докянг, місто Коян, провінція Кьонгі     |                                 |                                 | Наземна з двома острівними платформами                     | 25 жовтня 2014 |
| К318                           | «Хвачон»             | 화전             | «Hwajeon»            | Район Докянг, місто Коян, провінція Кьонгі     |                                 |                                 | Наземна з двома острівними та однією береговою платформами | 1 липня 2009   |
| К317                           | «Сусек»              | 수색             | «Susaek»             | Район Инпхьонг, Сеул                           |                                 |                                 | Наземна з двома острівними та двома береговими платформами | 1 липня 2009   |
| К316                           | «Цифрове Медіа Сіті» | 디지털미디어시티 | «Digital Media City» | Район Инпхьонг, Сеул                           | AREX Шоста лінія                | AREX Шоста лінія                | Наземна з двома острівними та однією береговою платформами | 1 липня 2009   |
| К315                           | «Гачва»              | 가좌             | «Gajwa»              | Район Содемун, Сеул                            | Відгалуження до Станції Сеул    | Відгалуження до Станції Сеул    |                                                            | 1 липня 2009   |
| К314                           | «Університет Хончік» | 홍대입구         | «Hongik University»  | Район Мапхо, Сеул                              | Друга лінія AREX                | Друга лінія AREX                | Підземна з береговими платформами                          | 15 грудня 2012 |
| К313                           | «Університет Соганг» | 서강대           | «Sogang University»  | Район Мапхо, Сеул                              |                                 |                                 | Підземна з береговими платформами                          | 15 грудня 2012 |
| К312                           | «Конгдок»            | 공덕             | «Gongdeok»           | Район Мапхо, Сеул                              | П'ята лінія Шоста лінія AREX    | П'ята лінія Шоста лінія AREX    | Підземна з береговими платформами                          | 15 грудня 2012 |
| К311                           | «Парк Хьочханг»      | 효창공원앞       | «Hyochang Park»      | Район Йонгсан, Сеул                            | Шоста лінія                     | Шоста лінія                     | Підземна з береговими платформами                          | 30 квітня 2016 |
| К110                           | «Йонсан»             | 용산             | «Yongsan»            | Район Йонгсан, Сеул                            | Перша лінія                     | Перша лінія                     | Наземна з береговими платформами                           | 16 грудня 2005 |
| К111                           | «Ічхон»              | 이촌             | «Ichon»              | Район Йонгсан, Сеул                            | Четверта лінія                  | Четверта лінія                  | Наземна з береговими платформами                           | 16 грудня 2005 |
| К112                           | «Собінгко»           | 서빙고           | «Seobinggo»          | Район Йонгсан, Сеул                            |                                 |                                 | Наземна з двома острівними платформами                     | 16 грудня 2005 |
| К113                           | «Ханнам»             | 한남             | «Hannam»             | Район Йонгсан, Сеул                            |                                 |                                 | Наземна з береговими платформами                           | 16 грудня 2005 |
| К114                           | «Оксу»               | 옥수             | «Oksu»               | Район Сонгдонг, Сеул                           | Третя лінія                     | Третя лінія                     | Наземна з береговими платформами                           | 16 грудня 2005 |
| К115                           | «Ингбонг»            | 응봉             | «Eungbong»           | Район Сонгдонг, Сеул                           |                                 |                                 | Наземна з береговими платформами                           | 16 грудня 2005 |
| К116                           | «Вангсімні»          | 왕십리           | «Wangsimni»          | Район Сонгдонг, Сеул                           | Друга лінія П'ята лінія Пунданг | Друга лінія П'ята лінія Пунданг | Наземна з острівною платформою                             | 16 грудня 2005 |
| К117                           | «Чхонгнянгні»        | 청량리           | «Cheongnyangni»      | Район Донгдемун, Сеул                          | Кьонгчхун (Громадських)         | Перша лінія Кьонгчхун           | Наземна з острівною платформою                             | 16 грудня 2005 |
| К118                           | «Хігі»               | 회기             | «Hoegi»              | Район Донгдемун, Сеул                          | Кьонгчхун (Громадських)         | Перша лінія                     | Наземна з острівною платформою                             | 16 грудня 2005 |
| К119                           | «Чунгнанг»           | 중랑             | «Jungnang»           | Район Чунгнанг, Сеул                           | Кьонгчхун (Громадських)         |                                 | Наземна з береговими платформами                           | 16 грудня 2005 |
| К120                           | «Сангбонг»           | 상봉             | «Sangbong»           | Район Чунгнанг, Сеул                           | Кьонгчхун (Громадських)         | Сьома лінія Кьонгчхун           | Наземна з однією острівною та однією береговою платформами | 21 грудня 2010 |
| К121                           | «Мангу»              | 망우             | «Mangu»              | Район Чунгнанг, Сеул                           | Кьонгчхун                       | Кьонгчхун                       | Наземна з однією острівною та однією береговою платформами | 16 грудня 2005 |
| К122                           | «Янгвон»             | 양원             | «Yangwon»            | Район Чунгнанг, Сеул                           |                                 |                                 | Наземна з береговими платформами                           | 16 грудня 2005 |
| К123                           | «Гурі»               | 구리             | «Guri»               | Місто Гурі, провінція Кьонгі                   |                                 |                                 | Естакадна з береговими платформами                         | 16 грудня 2005 |
| К124                           | «Дононг»             | 도농             | «Donong»             | Місто Нам'янгчу, провінція Кьонгі              |                                 |                                 | Наземна з двома острівними платформами                     | 16 грудня 2005 |
| К125                           | «Янгчонг»            | 양정             | «Yangjeong»          | Місто Нам'янгчу, провінція Кьонгі              |                                 |                                 | Наземна з береговими платформами                           | 16 грудня 2005 |
| К126                           | «Доксо»              | 덕소             | «Deokso»             | Місто Нам'янгчу, провінція Кьонгі              |                                 |                                 | Наземна з двома острівними платформами                     | 16 грудня 2005 |
| К127                           | «Досім»              | 도심             | «Dosim»              | Місто Нам'янгчу, провінція Кьонгі              |                                 |                                 | Естакадна з береговими платформами                         | 27 грудня 2007 |
| К128                           | «Пхальданг»          | 팔당             | «Paldang»            | Місто Нам'янгчу, провінція Кьонгі              |                                 |                                 | Наземна з двома острівними платформами                     | 27 грудня 2007 |
| К129                           | «Унгільсан»          | 운길산           | «Ungilsan»           | Місто Нам'янгчу, провінція Кьонгі              |                                 |                                 | Естакадна з двома острівними платформами                   | 29 грудня 2008 |
| К130                           | «Янгсу»              | 양수             | «Yangsu»             | Повіт Янгпхьонг провінція Кьонгі               |                                 |                                 | Наземна з двома острівними платформами                     | 29 грудня 2008 |
| К131                           | «Сінвон»             | 신원             | «Sinwon»             | Повіт Янгпхьонг провінція Кьонгі               |                                 |                                 | Наземна з двома острівними платформами                     | 23 грудня 2009 |
| К132                           | «Куксу»              | 국수             | «Guksu»              | Повіт Янгпхьонг провінція Кьонгі               |                                 |                                 | Наземна з двома острівними платформами                     | 29 грудня 2008 |
| К133                           | «Асін»               | 아신             | «Asin»               | Повіт Янгпхьонг провінція Кьонгі               |                                 |                                 | Наземна з двома острівними платформами                     | 23грудня 2009  |
| К134                           | «Обін»               | 오빈             | «Obin»               | Повіт Янгпхьонг провінція Кьонгі               |                                 |                                 | Наземна з береговими платформами                           | 21 грудня 2010 |
| К135                           | «Янгпхьонг»          | 양평             | «Yangpyeong»         | Повіт Янгпхьонг провінція Кьонгі               |                                 |                                 | Наземна з чотирма острівними платформами                   | 23грудня 2009  |
| К136                           | «Вондок»             | 원덕             | «Wondeok»            | Повіт Янгпхьонг провінція Кьонгі               |                                 |                                 | Наземна з двома острівними платформами                     | 23грудня 2009  |
| К137                           | «Йонгмун»            | 용문             | «Yongmun»            | Повіт Янгпхьонг провінція Кьонгі               |                                 |                                 | Наземна з чотирма острівними платформами                   | 23грудня 2009  |
| К138                           | «Чіпхьонг»           | 지평             | «Jipyeong»           | Повіт Янгпхьонг провінція Кьонгі               |                                 |                                 | Наземна з двома острівними платформами                     | 27 січня 2017  |

| Кьонгі-Чунганг (відгалуження) |                   |                  |                   |                     |                                 |                                                                                               |                |
| № станції                     | Назва українською | Назва корейською | Назва англійською | Розташування        | Пересадка                       | Тип                                                                                           | Дата відкриття |
| К315                          | «Гачва»           | 가좌             | «Gajwa»           | Район Содемун, Сеул | Кьонгі-Чунганг (основна лінія)  |                                                                                               | 1 липня 2009   |
| Р314                          | «Сінчхон»         | 신촌             | «Sinchon»         | Район Содемун, Сеул |                                 | Наземна з острівною платформою                                                                | 1 липня 2009   |
| Р313                          | «Станція Сеул»    | 서울역           | «Seoul station»   | Район Йонгсан, Сеул | Перша лінія Четверта лінія AREX | З чіслених платформ вокзалу потяги лінії прибувають та відходять з однієї берегової платформи | 1 липня 2009   |

## Галерея

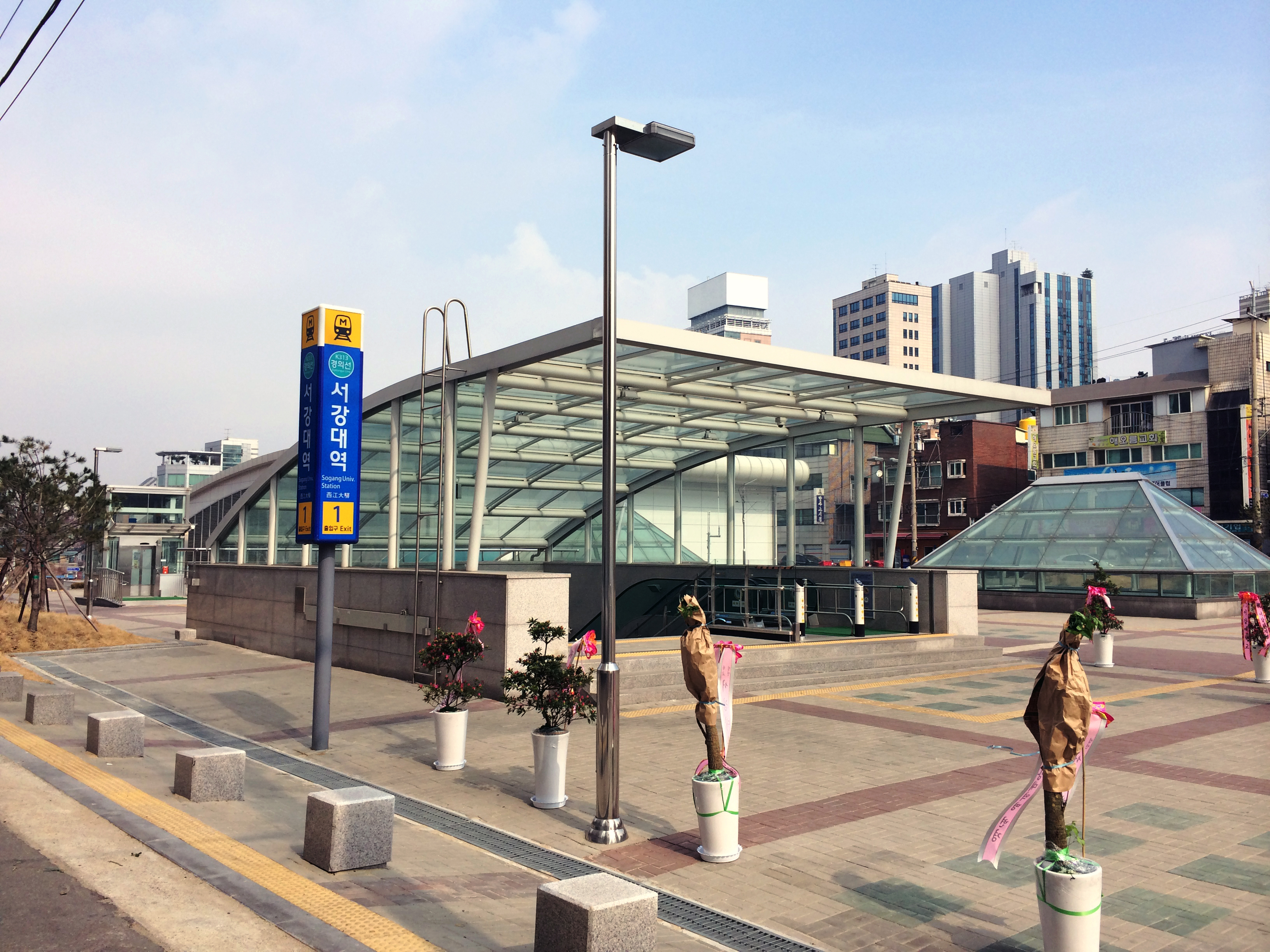
Один з виходів з підземної станції «Університет Соганг»
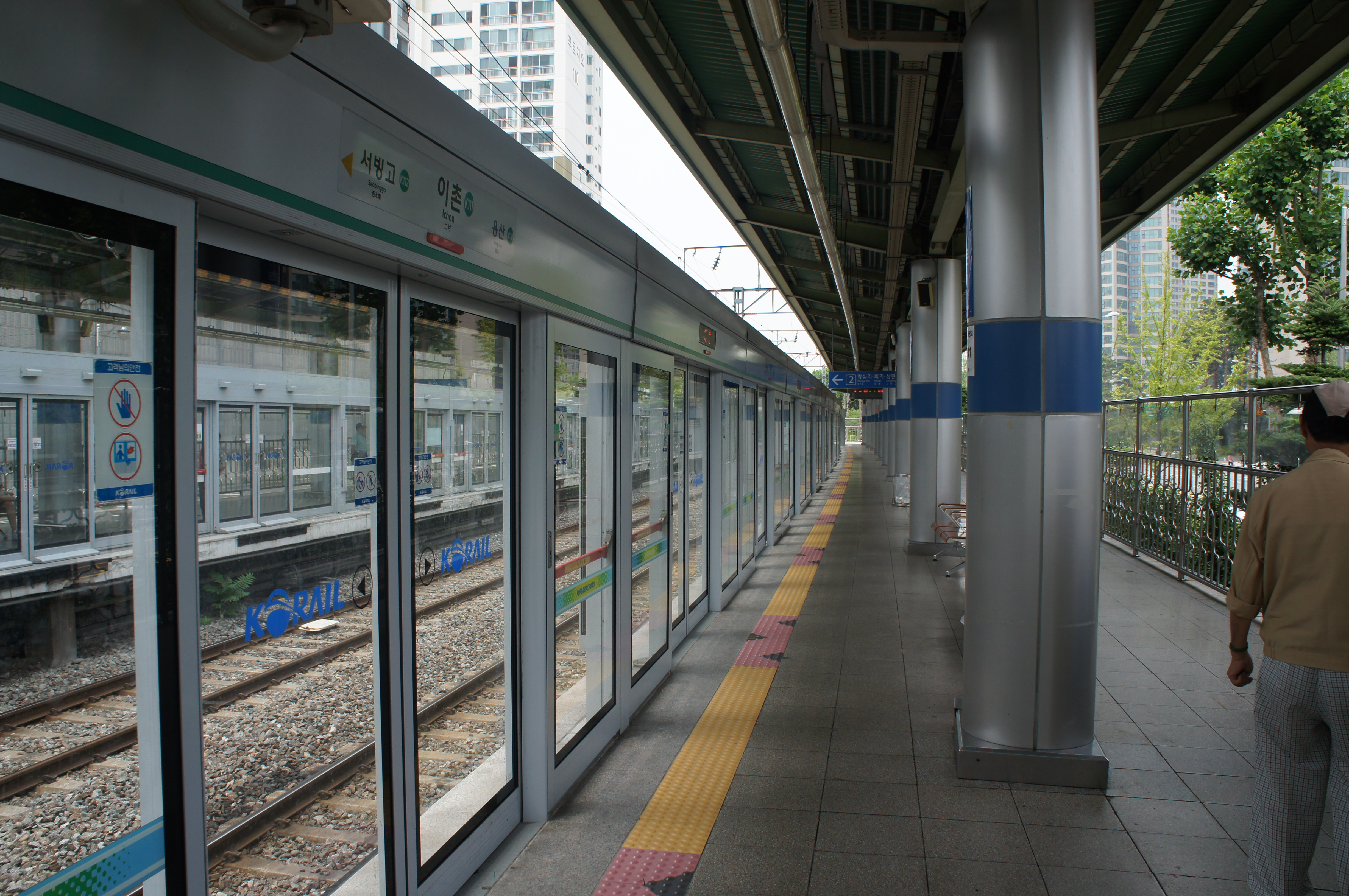
Платформа наземної станції «Ічхон», обладнана станційними дверима
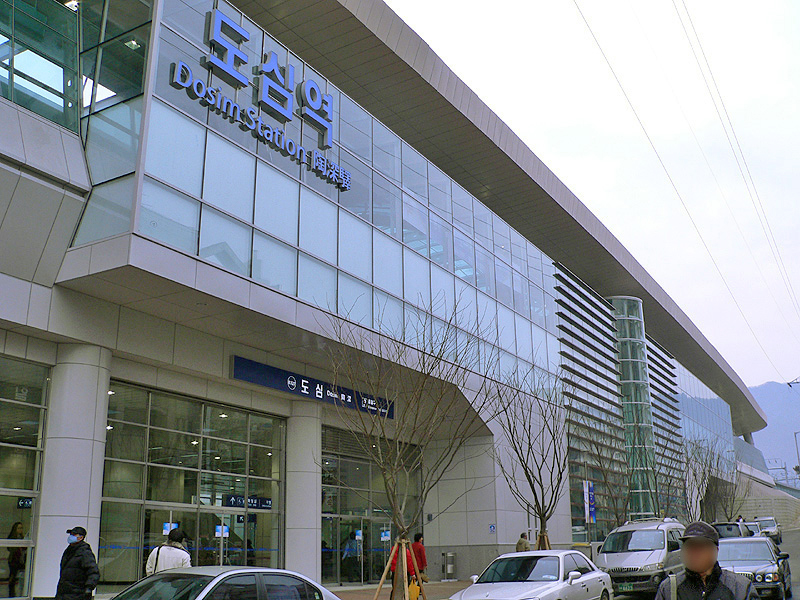
Будівля станції «Досім»